# 神父住宅 (新奥尔良)
神父住宅（The Presbytère）是美国南方城市新奥尔良一座重要的历史建筑，位于法国区的杰克逊广场，毗邻圣路易主教座堂。
神父住宅的所在地曾是嘉布遣会神父住所。兴建这座建筑原是为了神父居住，但是自建成后即用作商业用途。它设计于1791年，以便与主教座堂另一侧的市政厅（The Cabildo）对称。但是二楼直到1813年才完成。1834年改为法院。1853年，教会将其出售给新奥尔良市。1908年新奥尔良市又将其出售给路易斯安那州。1911年，它成为州立博物馆的一部分。

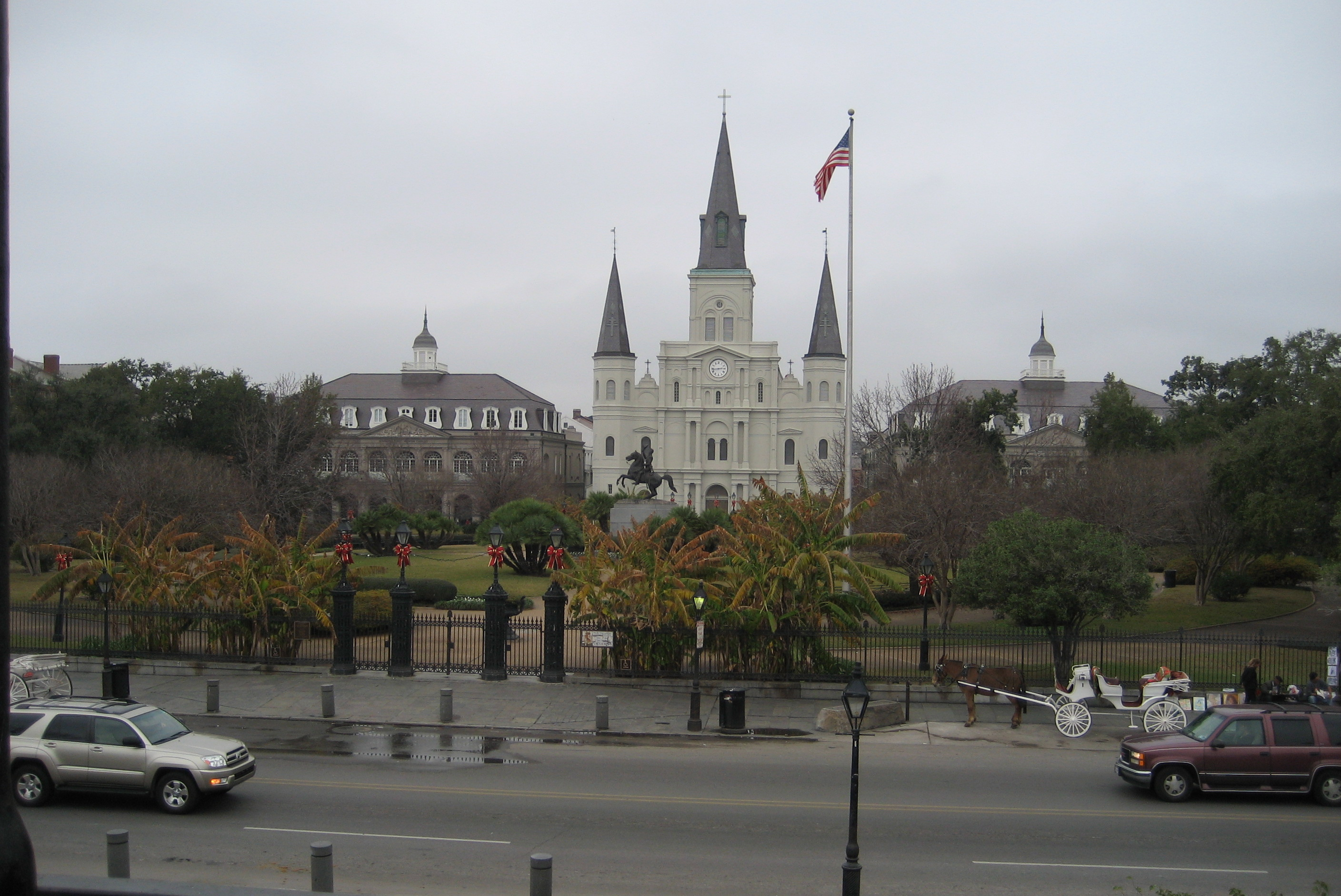
杰克逊广场，神父住宅位于主教座堂右侧

1970年，这座建筑被列为国家历史地标